# Sasbach
Sasbach es un municipio de Alemania de unos 5400 habitantes situado en el distrito de Ortenau. Se encuentra al oeste de la Selva Negra y se compone de Sasbach y Obersasbach.

## Historia
Ya hace unos 2000 años hubo un asentamiento al lado de la calzada romana. Después de la retirada de los romanos y la inmigración de los alemanes el asentamiento aparece en un documento escrito a mediados del siglo VIII.
Formó parte del Principado obispado de Estrasburgo, desde 1316, hasta su anexión por el Margraviato de Baden en 1803.
El 27 de julio de 1675 el mariscal Turenne cayó en la batalla de Sasbach.

## Puntos de interés

### Obelisco de granito
El obelisco de granito es un monumento que recuerda al mariscal Turenne. Desde 1803 es propiedad del estado francés y la tierra para este sitio fue importada de Francia. El monumento fue destruido en 1940, restaurado después de la Segunda Guerra Mundial en 1945 e inaugurado por el presidente francés Charles de Gaulle.

### Museo de Turenne
- El Museo de Turenne en Sasbach (alemán: Turenne-Museum in Sasbach; francés: Musée Turenne à Sasbach) cuenta con seis salones de exposición.[5]